# Степанов, Игорь Николаевич
И́горь Никола́евич Степа́нов (латыш. Igors Stepanovs; 21 января 1976, Огре, Латвийская ССР, СССР) — латвийский футболист, защитник.

## Карьера
В 1992 году начал карьеру в «Сконто». В том сезоне рижский клуб стал чемпионом Латвии, однако Степанов сыграл всего 6 матчей за клуб. Следующие сезоны он провёл в дубле. С 1995 по 2000 Степанов выступал за «Сконто», с которым выиграл 5 чемпионских титулов. В том же 1995 Игорь дебютировал в составе национальной сборной. В 2000 году Арсен Венгер пригласил Степанова в «Арсенал». За три сезона в составе «канониров» Степанов провёл всего 17 матчей, после чего перешёл в «Беверен». В 2004 году в составе национальной сборной дебютировал на чемпионате Европы. После первенства Европы перешёл в «Грассхоппер», за который провёл два сезона. Сезон 2007/08 начал в датском клубе «Эсбьерг», однако в начале 2008 года перешёл в «Шинник». Летом 2008 отзаявлен из состава ярославского клуба в связи с небольшим количеством игр в основном составе команды (4 матча в 11 турах).